# جشنواره فیلم اورشلیم

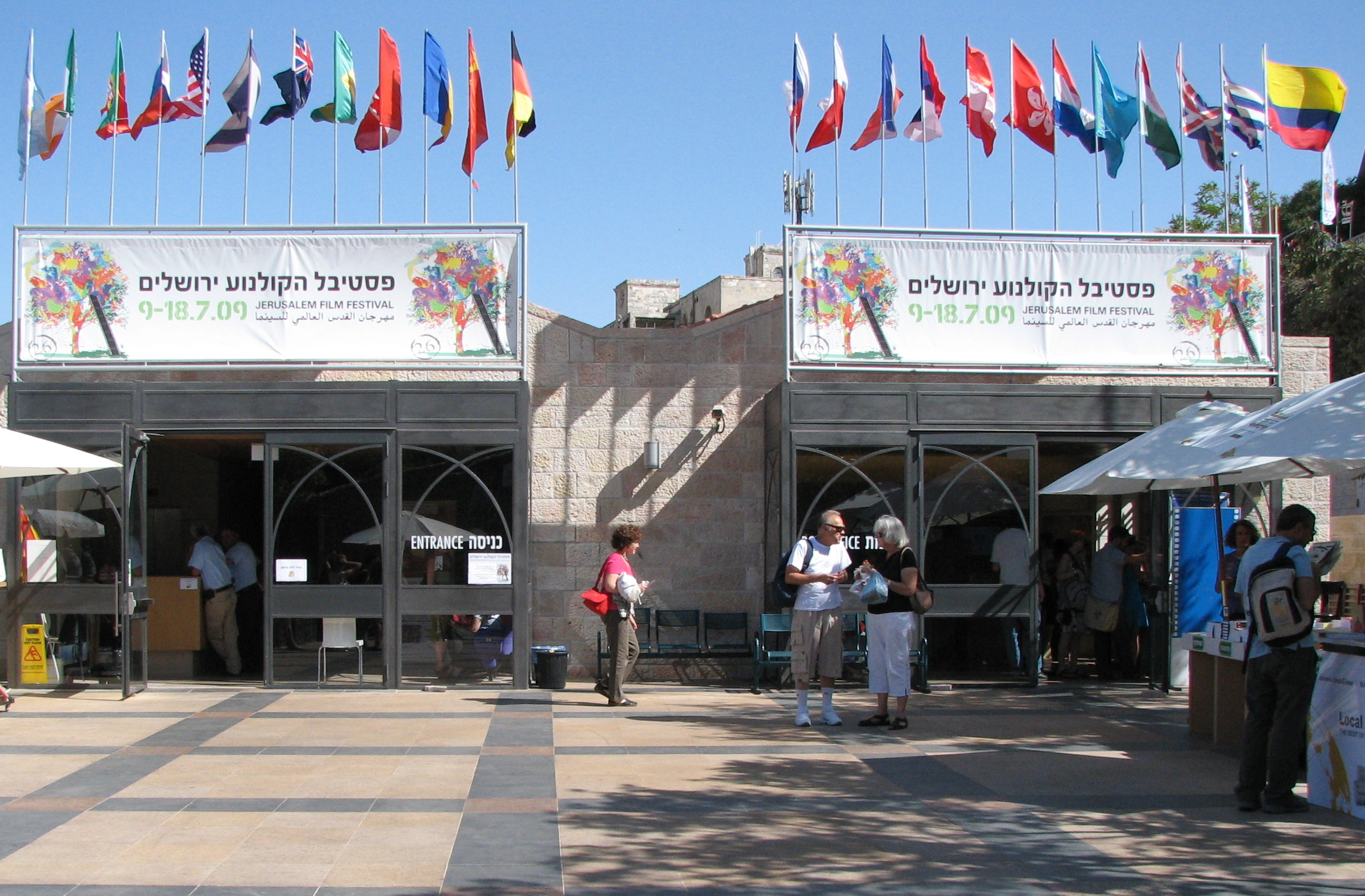
جشنواره فیلم اورشلیم، ژوئیه ۲۰۰۹

جشنوارهٔ فیلم اورشلیم (به عبری: פסטיבל הקולנוע ירושלים) یک جشنوارهٔ فیلم بین‌المللی است که هر ساله در شهر اورشلیم برگزار می‌شود. ایدهٔ برگزاری این جشنواره توسط لیا فان لیر مطرح شد و در ۱۷ مه ۱۹۸۴ نخستین دورهٔ آن را برگزار کرد.
در این جشنواره، فیلم‌های بلند و فیلم‌های مستند از سراسر جهان پذیرفته شده و نمایش داده می‌شوند؛ به برگزیدگان نیز در رده‌های مختلف جوایزی اعطا می‌شود.

## تاریخچه

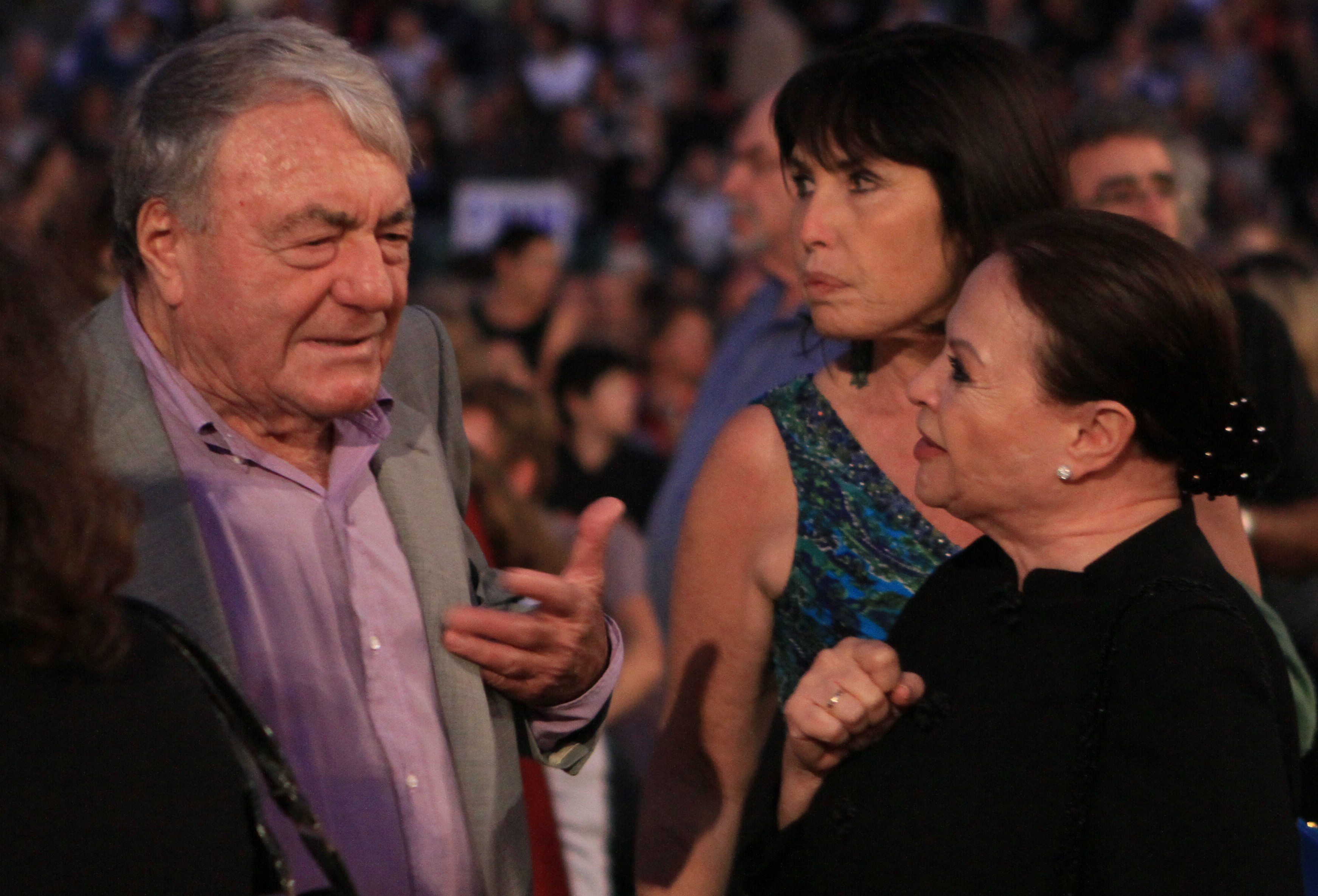
گیلا آلماگور و کلود لنزمن در جشنوارهٔ فیلم اورشلیم، ۲۰۱۰ میلادی.

لیا فان لیر پس از حضور در جشنواره فیلم کن به‌عنوان داور، تصمیم گرفت تا جشنوارهٔ مشابهی را در اسرائیل پایه‌ریزی کند. ژن مورو، لیلین گیش، وارن بیتی و جان شلزینجر برای شرکت در برگزاری نخستین دوره به اسرائیل آمدند.

## جایزه‌ها
رقابت در جشنواره شامل جایزهٔ «وُلگین» برای سینمای اسرائیل، جایزه درام «آنات پیرچی»، جوایز روح آزادی، انجمن گفتگو برای حفاظت از حافظهٔ سمعی و بصری در اسرائیل و جایزهٔ استفادهٔ خلاقانه از فیلم‌های آرشیوی.